# Луїджі Даллапіккола

Луїджі Даллапікола

Луїджі Даллапіккола (італ. Luigi Dallapiccola; 3 лютого 1904, Пісіно д'Істрія (нині Пазін, Хорватія) — 19 лютого 1975, Флоренція) — італійський композитор-авангардист, класик модернізму в музиці і піонер додекафонії в Італії.

## Біографічні відомості

### Ранні роки
Народився на півострові Істріїя, на периферії Австро-Угорської імперії, в родині викладача класичної філології, директора єдиної в окрузі гімназії для італійської діаспори. У 1917—1918 роках гімназія була закрита з політичних мотивів, а сім'я депортована у Грац. Події дитинства та юності визначили центральність для творчості майбутнього композитора тим протесту, свободи та її обмеження. Не маючи можливості продовжувати музичну освіту, Даллапікола однак регулярно відвідував концерти й остаточно вирішив присвятити себе музиці.
У травні 1922 року Даллапіккола вступив у Флорентійську консерваторію, закінчивши її достроково за два роки по класу фортепіано у Ернесто Консоля, учня Джованні Сгамбаті, і продовжив навчання на композиторському факультеті під керівництвом Віто Фрацці, теорії якого були частково спорідненими Олів'є Мессіану, і сприяли зацікавленню композитора октатонікою, яка в подальшому стане невід'ємною частиною його власного мислення.
У період навчання на композиторському відділенні Даллапіккола почав активну концертну діяльність як соліст, здобувши популярність як інтерпретатора пізніх сонат Бетховена, «Картинок з виставки» Мусоргського (імовірно Даллапіккола був першим виконавцем цього твору в Мілані в 1924-25 роках).
З 1934 по 1967 роки викладав у консерваторії загальне фортепіано. Крім того, до кінця Другої світової війни був змушений підробляти, даючи приватні уроки гри на фортепіано (пізніше — композиції).

### Воєнні та повоєнні роки
У воєнні роки займав послідовну антифашистську позицію, що змінила більш раннє прийняття панував політичного режиму «за умовчанням», створивши в 1938—1941 роках «Пісні в'язнів» і в 1951—1955 роках «Пісні звільнення». Положення Даллапіккола істотно ускладнювалося єврейським походженням його дружини Лаури, через що вони змушені були переховуватися на периферії.
1968 року Даллапіккола завершив багаторічну роботу над оперою «Улісс», яку вважав працею всього свого життя. Підсумковий характер твору проявилася і в нехарактерному для композитора рясному цитуванні власних робіт («Нічного польоту», «До Матільді», «Так упокояться» та ін.) в останніх сценах опери. Того ж року прем'єра «Улісса» відбулася в Берліні (композитор не мав можливості поставити оперу в рідній Італії). Оцінюючи першу реакцію на оперу, Даллапіккола зазначав, що зіткнувся в Німеччині з нерозумінням свого трактування міфу про Одіссея, який італійцеві неможливо помислити поза контекстом XXVI пісні «Ада» Данте, що виявилося чужим німецькому слухачеві. Незважаючи на видатні художні достоїнства «Улісса», на відміну від «В'язня», який продовжує регулярно ставиться вже протягом десятиліть, головна робота Даллапіккола залишається недооціненою та фактично знаходиться в забутті.
Останнім закінченим твором стало «Прощання» (1972) з його символічною назвою. Страждаючи набряком легенів, останні роки свого життя Даллапіккола практично не складав. Помер 19 лютого 1975 року в Флоренції у себе вдома. Копії начерку п'єси для голосу та фортепіано, що починалася зі слова «Світло» (Lux), знайдені на столі композитора в день його смерті, були розіслані дружиною його найближчим друзям.

## Творчість

### Основні етапи
У творчості Даллапіккола найважливіше місце займають опери та вокальні твори, написані в додекафонній техніці із застосуванням контрапункту. Музична мова композитора постійно еволюціювала, у цьому зв'язку виділяються п'ять ключових періодів, що розрізняються перш за все тим, до розвитку чиїх ідей — Веберна або Шенберга, композитор звертався. В традиціях Веберна композитор використовував серії (як правило, симетричні) і їх лінійний виклад, а також розрідженість фактури; в традиціях Шенберга — прагнув протилежного — щільності фактури, використання гексахордів, а не серії як такої та т.п.
1. Досерійний період (до 1942). Характеризується діатонічною музичною мовою з елементами вільно трактованої додекафонії. Ключові роботи: «Три Лауди», «Нічний політ», «Пісні в'язнів», «Маленький концерт для Мюріель Кувре».
2. Перший серійний період (1942—1950). Ознаменував початок активних експериментів з серійною технікою, тяжінням до Веберна, меншою мірою — до Шенберга. Ключові роботи: «З грецької лірики», «Чакона, інтермецо та адажіо», «В'язень», «Ронсеваль», «Чотири вірші Антоніо Мачадо», «Три поеми», «Йов».
3. Другий серійний період (1950—1955). Продовження експериментів, більш глибоке засвоєння естетики як Веберна, так і Шенберга. Ключові роботи: «Нотний зошит Анналібери», «Варіації для оркестру», «Пісні на вірші Гете», «Пісні звільнення», «Маленька нічна музика», «До Матільді».
4. Третій серійний період (1956—1960). Домінування традицій Веберна, але в той же час поглиблення розуміння традицій Шенберга; новаторське трактування ритму та тембрів. Ключові роботи: «П'ять пісень», «Концерт на Різдвяну ніч 1956 року», «Так упокояться», «Діалоги».
5. Четвертий серійний період (1960—1972). Відхід від Веберна в бік Шенберга, їх оригінальний синтез. Ключові роботи: «Молитви», «Три питання з двома відповідями», «Улісс», «Слова Святого Павла», «Наче тіні…», «Час руйнувати — час будувати», «Прощання».

Примітно, що перехід від одного серійного періоду до іншого та переосмислення методу в Даллапіккола супроводжувалися зверненням до тональної музики («Канонічна сонатина» — в 1943, «Тартініана» — в 1951, «Друга тартініана» — в 1956) з наступним стрибком в ускладненні серійних конструкцій. Всі три твори спільні в тому, що є стилізаціями (Паганіні та Тартіні відповідно), так і витонченим канонічним письмом.

### Шлях до додекафонії
До додекафонії, з якою нерозривно пов'язане ім'я Даллапіккола в Італії, йшов повільним і, в силу історичних обставин, ізольованим шляхом власних проб і помилок. Як пізніше вважав сам автор, це благотворно позначилося на напрацюванні власної музичної мови. На тлі відсутності на той момент інтересу до Нової музики в Італії взагалі (в ті роки домінував концептуально неприйнятний для Даллапіккола неокласицизм) та маючи лише вкрай обмежений доступ до партитур нововіденців, а також зважаючи на відсутність особистих контактів з ними або їх учнями (особливо у воєнні роки, коли Нова музика розглядалася нацистською пропагандою як дегенеративне мистецтво), він більше орієнтувався на власну інтуїцію та романи Джеймса Джойса та Марселя Пруста, знайомство з якими відкрило для нього спільність мистецтв і їх проблематики: так в аллітераціях в «Улісс» він виявив співзвучність трансформаціям серії та рухливість сенсу в залежності від порядку букв (звуків), а в «Пошуках втраченого часу» — нову діалектику, спосіб мислення альтернативний сонатній формі як одному з головних завоювань класико-романтичної традиції (і відповідно класичного роману), де теми (персонажі) викладалися достатньо однозначно та спочатку (можна порівняти з одного боку, з появою Альбертіні та інших персонажів у Пруста; а з іншого, саме «літературне» трактування Даллапіккола додекафонії з підходом Пауля-Гайнца Діттріха, у якого структура твору й пропорції визначаються будовою віршів Целана та ін). Елементи серійної музики вводилися Даллапіккола поступово і лише у міру відчуття їм їх органічності музичному задумом, а не формально. Якщо в «Трьох Лаудах» та «Нічному польоті» (1937—1938) додекафонія обмежувалася власне використанням двенадцатітонових тим, вже в «Піснях в'язнів» (1938—1941) вона частково визначає та структуру твору, а в циклах «З грецької лірики» (1942—1945) додекафонної техніка застосована повномасштабно (незважаючи на численні «порушення» та використання навіть в рамках деяких з цих невеликих п'єс декількох серій одночасно). Першим строго додекафонної твором прийнято вважати «Три поеми» (1949), але лише в поворотному для свого розвитку 1956 році Даллапіккола зміг заявити (в бесіді з австрійським музикознавцем та близьким другом Йозефом Руфером), що нарешті повністю опанував додекафонною системою та усвідомив весь прихований у ній потенціал. Етапним у цьому сенсі стало написання роком раніше в рекордні для повільно працюючого на стадії освоєння додекафонії Даллапіккола терміни (близько чотирьох місяців) кантати «До Матільді», приуроченої до сторіччя зі смерті Гейне (вибором та редакції текстів, як і в багатьох інших випадках, Даллапіккола тут був зобов'язаний своїй дружині Лаурі, якій і присвячена робота) і ознаменувала завершення експерименту та початок зрілого, стилістично монолітного та самого плідного, періоду його творчості.
Незважаючи на все послідовніше використання додекафонії в своїх творах починаючи з 1940-х років, Даллапіккола залишався байдужим до ідей «нумерології» серіальної музики, що культивується композиторами дармштадтською школи. Більш значущим, ніж поширення ідеї серійності на параметри відмінні від висоти звуку, йому здавалося осмислення властивості полярності серії, тобто існування в кожній із них двох ясно відчутних полюсів (в кожній серії — різних), свого роду додекафонних аналогів тоніки та домінанти. Проте ряд дослідників відзначає, що вже в другій половині 1950-х (починаючи з «П'яти пісень») в роботах композитора можна виявити квазісерійне трактування насамперед ритму, а також тембрів, і позначену в них тенденцію до свого роду паритету параметрів, їх взаємозамінності як виразних засобів. У цьому Даллапіккола вбачав продовження традиції Веберна, відмінне від пуантилізму, в дусі якого її інтерпретували, наприклад, Булез та Штокхаузен.

### Символізм, структура та «musica visiva»
Даллапіккола надавав особливого значення симетричності структури твору (також див. його аналізи опер Верді з відповідною розстановку акцентів), найяскравішим прикладом чого може вважатися його остання робота «Прощання», що являє собою більш-менш точний паліндром (схожий прийом використаний і в творі «Так упокояться»). Не настільки буквально реалізовані ці ж принципи лежать в основі опери «Улісс» та її драматургії зі сценою в царстві кімерійців у центрі. В ряді інших творів, таких як «П'ять пісень» та «Чотири вірші Антоніо Мачадо», симетрія може виявлятися і в смислових зв'язках між текстами. Останнє, наприклад, відкривається і закривається настанням весни, а середні частини — волання до Бога; «П'ять пісень» — починаються і закінчуються появою на небі зірок, зміна пір доби з центральною частиною позначена при цьому графічно у вигляді ідеограми розп'яття. Такого роду ідеограми та символізм характерні для музики Даллапіккола взагалі. Найвідоміший в цьому відношенні пізніше твір «Немов тіні…», де в останній частині на вірші «Ідеальною епітафії моряку» Хіменеса, композитором досягнуть складний синтез у втіленні образу небесних світил: про них говорить сама поезія, до них відсилає та темброва гармонія, але також і сам текст партитури, буквально посипаної сузір'ями (з відповідними підписами), як вони постають в атласі зоряного неба (цікаво зіставити з ідеєю «Atlas Eclipticalis» Джона Кейджа). Ця робота багато в чому підсумкова в низці творів, де ключову роль відіграє образ зірок: ряд, що починається першою Лаудою з «Трьох лауд» (1937) та фіналом «Нічного польоту», що включає вже згадувані «П'ять пісень» і «Улісса», що завершується зустріччю Одіссея з богом, у відкритому морі під зоряним небом. У цьому можна угледіти та вплив Данте Аліґ'єрі, кожна з кантик «Божественної Комедії» якого, як відомо, також завершується словом «stelle» (світила).

### Методи роботи
Більшість своїх творів Даллапіккола писав для голосу, у зв'язку з чим у композитора виробився своєрідний підхід до текстів, на які він складав музику: виписані вірші він міг роками носити в гаманці, в міру осідання їх в пам'яті переймаючись кожним їхнім звуком, смисловим нюансом, і дозріваючи для задуму музичного еквівалента. Аналогічного методу він дотримувався і в самому написанні музики: серія і всі її найскладніші трансформації спочатку їм запам'ятовувалися, а потім вже музика писалася на слух (хоча при цьому серія сама по собі рідко була вихідним імпульсом і, як правило, конструювалася, вже підкоряючись іншим міркувань та інтуїції).

### Редакції та переклади
Крім написання музики Даллапіккола відомий як редактор критичного видання «Картинок з виставки» Мусоргського (1940/61), укладач антологій італійської пісні 17-18 століть (Монтеверді, Пері, Каччіні, Каваллі, Скарлатті, Фрескобальді та ін), редактор шести сонат для віолончелі з клавіром Вівальді (з розшифровкою генерал-баса) та автор виконавської редакції для постановки в сучасному театрі опери Монтеверді «Повернення Улісса на батьківщину», а також як перекладач на італійський збірки есе і листів Бузоні (також під його редакцією дружиною композитора був здійснений переклад відомого трактату Йозефа Руфера «Die Komposition mit zwölf Tönen»).

## Твори
Ранні твори, які не були опубліковані, в списку не наводяться.

### Опери та інші твори для музичного театру
- Volo di notte/Нічний політ  (1940, за однойменною повістю Антуану де Сент-Екзюпері)
- Marsia/Марсий  (1943, одноактний балет, хореографія Аурела Міллоша)
- Il Prigioniero/В'язень (1944—1948, за мотивами «Тортури надією» Філіпу Вільє де Ліль-Адам та «Легенди про Уленшпігеля і Елої Гудзак» Шарля Костера)
- Job/Іов (1950, священне подання, одноактна містерія з лібрето автора на основі книги Іова)
- Ulisse/Улісс (1960—1968, по Гомеру та Данте)

### Хорові твори
- Due liriche del Kalewala/Два вірша з Калевали  (для тенора, баритона, камерного хору та чотирьох ударників, 1930)
- Estate/Літо  (для чоловічого хору а капела, на текст фрагмента з Алкея, 1932)
- Sei cori di Michelangelo Buonarroti il giovane/Шість хорів на вірші Мікеланджело Буонаротті-молодшого  (1933—1936)
- Canti di prigionia/Пісні в'язнів  (для змішаного хору і ансамблю, на слова молитви Марії Стюарт, Боеція та Савонароли, 1938-41)
- Canti di liberazione/Пісні звільнення  (для хору з оркестром, на тексти Себастьяна Кастеллі, Блаженного Августина та Книги Виходу, 1951-55)
- Requiescant/Та упокояться  (для змішаного хору, дитячого хору та оркестру, на рядок з Євангелія від Матфея, 11:28 («Прийдіть до Мене, усі струджені та обтяжені, і Я заспокою вас»), «Requiescat» Оскара Уайльда та пісеньку «Дін-дон, дзвін, дзвени» з «Портрета художника в юності» Джеймса Джойса, 1957-58)
- Tempus destruendi — Tempus aedificandi/Час руйнувати — Час будувати (для змішаного хору а капела, на слова ірландського монаха Дерматуса (XI століття) та Св. Паулінуса Другого (VIII століття); 1970-71)

### Камерна вокальна музика
- Divertimento in quattro esercizi/Дивертисмент в чотирьох екзерсисах  (для сопрано та п'яти інструменталістів, на тексти італійських пісень XIII століття, 1934)
- Tre laudi/Три Лауди (для сопрано/тенора і 13 інструменталістів, на тексти з Il Laudario dei Battuti di Modena (1266)  в редакції Джуліо Бертоні[it], 1936—1937)
- Liriche greche/З грецької лірики (на вірші античних поетів у перекладі Сальваторе Квазімодо) :
  - Cinque frammenti di Saffo/П'ять фрагментів з Сапфо (для сопрано та камерного оркестру, 1942)
  - Sex carmina Alcaei/Шість кармін Алкея (для сопрано і 11 інструменталістів; присвячено Антону Веберну, а після його загибелі — його пам'яті, 1943)
  - Due liriche di Anacreonte/ Два вірші Анакреонта  (для сопрано та ансамблю, 1945)
- Rencesvals: Trois Fragments de la Chanson de Roland/Ронсеваль: Три фрагмента з Пісні про Роланда (для голосу та фортепіано, на текст «Пісні про Роланда», 1946)
- Quattro liriche di Antonio Machado/Чотири вірші Антоніо Мачадо (для голосу та фортепіано, на вірші з «Нових пісень» та «Полів Кастилії» Антоніо Мачадо, 1948; існує перекладення для голосу та ансамблю, написане 1964 року)

```
*
Tre poemi/
Три поеми
 (для сопрано та камерного оркестру на вірші 
Джойса
, 
Мануеля Мачадо
 (в перекладі Даллапіккола) та 
Мікеланджело
; існує авторське перекладення для сопрано та фортепіано; присвячено 
Арнольду Шенберга
, 1949) 
```

- Goethe-Lieder/Пісні на вірші Гете (для жіночого голосу і тріо кларнетів, на вірші Гете з «Західно-східного дивана», 1953)
- Cinque canti/П'ять пісень (для баритона та ансамблю, на вірші Ліцинія, Йона Хіосського, Алкмана, Івік та невідомого грецького поета в перекладі Сальваторе Квазімодо, 1956; присвячено Роджеру Сешнс)
- Preghiere/Молитви (для баритона та камерного ансамблю, на вірші Муріло Мендеса в перекладі на італійську Руджеро Якоббі[it], 1962)
- Parole di San Paolo/Слова Святого Павла (для меццо-сопрано і 11 інструменталістів, на текст Глави  13 Першого послання до Коринтян, 1964)
- Sicut umbra… /Немов тінь... [дні наші на землі]  (для меццо-сопрано і 15 інструменталістів, на вірші Хуана Рамона Хіменеса зі збірки «Камінь та небо» («Забуття», «Спогад», «Ідеальна епітафія моряку»); назва відсилає до вміщеного в кінці партитури рядку з Книги Йова, 8:9 «а ми — вчорашні та нічого не знаємо, оскільки наші дні на землі тінь», 1970)
- Commiato /Прощання (для сопрано і 15 інструменталістів, на текст, приписуваний Брунетто Латіні, 1972)

### Інструментальні твори
- Musica per tre pianoforti (Inni)/Музика для трьох фортепіано (Гімни)  (для трьох фортепіано, 1935)
- Piccolo concerto per Muriel Couvreux /Маленький концерт для Мюріель Кувре  (для фортепіано з оркестром, 1939—1941)
- Tre episodi dal balletto «Marsia» /Три епізоду з балету «Марсій»  (для фортепіано, 1942—1943)
- Sonatina canonica /Канонічна сонатина  (для фортепіано, на каприс Паганіні, 1942—1943)
- Ciaccona, intermezzo e adagio /Чакона, інтермецо та адажіо (для віолончелі, 1945; присвячено Гаспару Касадо)
- Due studi /Два етюду  (для скрипки та фортепіано, 1947)

```
*
Quaderno musicale di Annalibera/
Нотний зошит Анналібери
 (для фортепіано, 1952) 
```

- Tartiniana seconda/Друга тартініана (для скрипки та фортепіано; існує авторське перекладення для скрипки з оркестром; на тему Тартіні, 1956)
- Dialoghi/Діалоги (концерт для віолончелі з оркестром, 1959—1960; присвячено Гаспару Касадо)
- Piccola musica notturna/Маленька нічна музика  (для камерного ансамблю; як епіграф використано вірш Антоніо Мачадо «Літня ніч»; існує авторське перекладання для оркестру, 1961)

### оркестрові твори
- Partita/Партита  (для сопрано, хору і оркестру, 1930—1932)
- Due pezzi/Дві п'єси  (перекладення для оркестру «Двох етюдів», 1946—1947)
- Tartiniana/Тартініана (для скрипки з оркестром; на тему Тартіні, 1951)
- Piccola musica notturna/Маленька нічна музика (для оркестру, 1954)
- Variazioni/Варіації  (перекладення для оркестру «Нотної зошити Анналібери») (1954)
- An Mathilde/До Матільді  (кантата для жіночого голосу з оркестром, на вірші Гейне зі збірки «Романсеро» («До ангелам» та «День поминання») та опубліковане посмертно «Матильда подала букет», 1955)
- Tartiniana seconda/Друга тартініана (для скрипки з оркестром; на тему Тартіні; 1956)
- Concerto per la notte di Natale dell'anno 1956/Концерт на Різдвяну ніч 1956 року (для камерного оркестру та сопрано в 5 частинах [ непарні частини — інструментальні], на текст Джакопоне Да Тоді, 1956—1957)
- Three questions with two answers per orchestra/Три питання з двома відповідями (на основі матеріалу до опери «Улісс», 1962)

### Музика до документальних фільмів
- Incontri con Roma/Зустрічі з Римом  (для 21 інструменту, 1948). Режисер Вітторіо Карпіньяно.
- L 'esperienza del cubismo/Досвід кубізму  (для 17 інструментів та жіночого голосу ad lib., 1948). режисер Глаука Пеллегріні. Цей короткометражний фільм був удостоєний премії за найкращий звуковий супровід на Міжнародному конгресі фільмів про мистецтво в Брюсселі в лютому 1950 року.
- Il miracolo della Cena — Le vicende del capolavoro di Leonardo da Vinci/Чудо Вечері — Історія шедевра Леонардо да Вінчі (1953). Режисер Луїджі Роньоні.

## Виноски
1. ↑  Kämper, Dietrich. Luigi Dallapiccola. La vita e l'opera. — Firenze : Sansoni Editore, 1985. — 351 p.
2. ↑  Alegant, Brian and Levey, John.  // Music Analysis. — 2006. — Т. 25, вип. 1-2. — С. 39-87. — DOI:10.1111/j.1468-2249.2006.00233.x.
3. ↑  Quattrocchi, Arrigo. Il pianoforte // Studi su Luigi Dallapiccola. Un seminario. — Lucca : Libreria musicale italiana, 1993. — P. 131-158. — ISBN 9788870960679.
4. ↑  Див Sablich, Sergio. Luigi Dallapiccola: un musicista europeo. — L 'Epos. — Palermo, 2004., «Улісс» ставиться в один ряд з «Доктором Фаустом» Бузоні та «Мойсеєм і Аароном» Шенберга як найбільш знаковими операми ХХ століття.
5. ↑  Alegant, Brian. The Twelve-Tone Music of Luigi Dallapiccola. — New York, 2010. — С. 9-28. — (Eastman Studies in Music)
6. ↑  Dallapiccola, Luigi. Parole e musica. — Milano : Il Saggiatore, 1980. — P. 486-487.
7. ↑  Noller, Joachim. Dodekaphonie via Proust und Joyce. Zur musikalischen Poetik Luigi Dallapiccolas // Archiv für Musikwissenschaft. — 1994. — Вип. 2. — С. 131-144.
8. ↑  Dallapiccola, Luigi. Parole e musica / A cura di Fiamma Nicolodi. — Il Saggiatore, 1980. — P. 448-463.
9. ↑  Mancini, David L. Twelve-Tone Polarity in Late Works of Luigi Dallapiccola // Journal of Music Theory. — 1986. — Вип. 2. — С. 203-224.
10. ↑  Illiano, Roberto. An Mathilde: un'opera di Cerniera... (італійський) . Архів оригіналу за 19 червня 2012. Процитовано 22 лютого 2012.
11. ↑  Nathan, Hans. On Dallapiccola's Working Methods // Perspectives of New Music. — 1977. — Т. 15, вип. 2. — С. 34-57.
12. ↑  Дубравський, Є. С. Малипьеро та Даллапіккола. До історії Нової музики в Італії ХХ століття // Науковий вісник Московської консерваторії. — М., 2010. — Вип. 2. — С. 212-229.